# Discours à la nation allemande
Les Discours à la nation allemande (en allemand Reden an die deutsche Nation) sont un des écrits les plus connus et les plus influents du philosophe Johann Gottlieb Fichte. Ces discours se basent sur des conférences tenues par Fichte le 13 décembre 1807 à Berlin pendant l'occupation napoléonienne, au lendemain de la bataille d'Iéna (1806).
Les discours essaient d'éveiller le sentiment national allemand et visent la fondation d'un État national allemand qui naîtrait des ruines du Saint-Empire romain germanique et se libérerait de l'occupation française. Par la suite, les discours sont imités par toute idéologie nationaliste et sont discrédités, le contenu philosophique étant peu pris en compte. En condensé, ce contenu se compose d'essentialisme, à savoir l'essentialisme en rapport avec l'être allemand.
Cependant ces Discours ont beaucoup influencé la spécificité du nationalisme allemand, comme le remarque Franz Rosenzweig :
« Fichte a mis au cœur de ses Discours, dont la visée était de réapprendre à un peuple jeté à terre à croire en son avenir, l'idée selon laquelle l'Europe latine aurait donné au peuple allemand, avec la Renaissance et la Révolution, les grandes impulsions à partir desquelles ce « peuple de l'humanité » aurait ensuite été destiné à constituer, avec la Réforme et l'idéalisme, les expériences proprement dominantes du genre humain. »

## Traductions
- Fichte, Discours à la nation allemande, Paris, Imprimerie nationale, 1992, trad. Alain Renaut.
- J. G. Fichte, Discours à la nation allemande, Paris, Delagrave, 1895, trad. Léon Philippe.

## Sources
- Volume 15, p. 257-516 de la Gesamtausgabe der Bayerischen Akademie der Wissenschaften. Éditée par Reinhard Lauth, Erich Fuchs et Hans Gliwitzky, Stuttgart- Bad Cannstatt 1962 ff.  (ISBN 3-7728-0138-2)
- Volume 2, p. 539-788 des Werke in 2 Bänden. Édités par Wilhelm G. Jacobs, Peter L. Oesterreich, Frankfurt a. M. 1997.  (ISBN 3-618-63073-5)
- Johann Gottlieb Fichte (1808), Reden an die deutsche Nation, in: Philosophische Bibliothek, Volume 204, 5e édition, Hamburg: Meiner, 1978.
- Emil Lask, Fichtes Idealismus und die Geschichte. Tübingen 1914 (première édition en 1902)